# Na Gruagaichean
Na Gruagaichean ist ein als Munro eingestufter, 1056 Meter hoher Berg in Schottland. Sein gälischer Name kann in etwa mit Die Jungfrauen übersetzt werden.

## Beschreibung
Er liegt in der Council Area Highland in der südöstlich von Fort William und dem Ben Nevis gelegenen 
Berggruppe der Mamores, deren dritthöchster Munro er ist. Die Hauptkette der Mamores erstreckt sich in Ost-West-Richtung zwischen dem Glen Nevis und der südlich gelegenen Ortschaft Kinlochleven und weist insgesamt acht Munros auf. Zwei weitere Munros liegen etwas abseits östlich der Hauptkette.

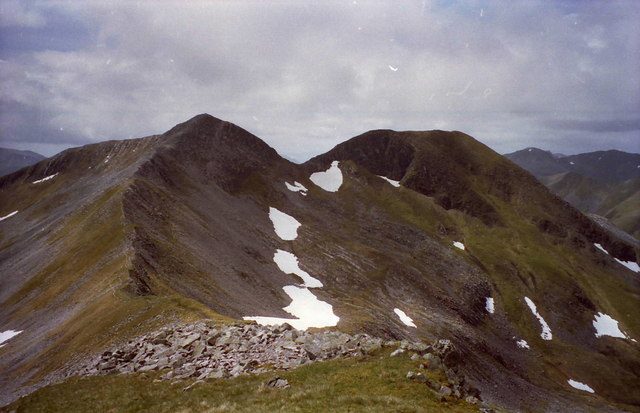
Blick vom Verbindungsgrat zum Binnein Mòr auf die beiden Gipfel des Na Gruagaichean

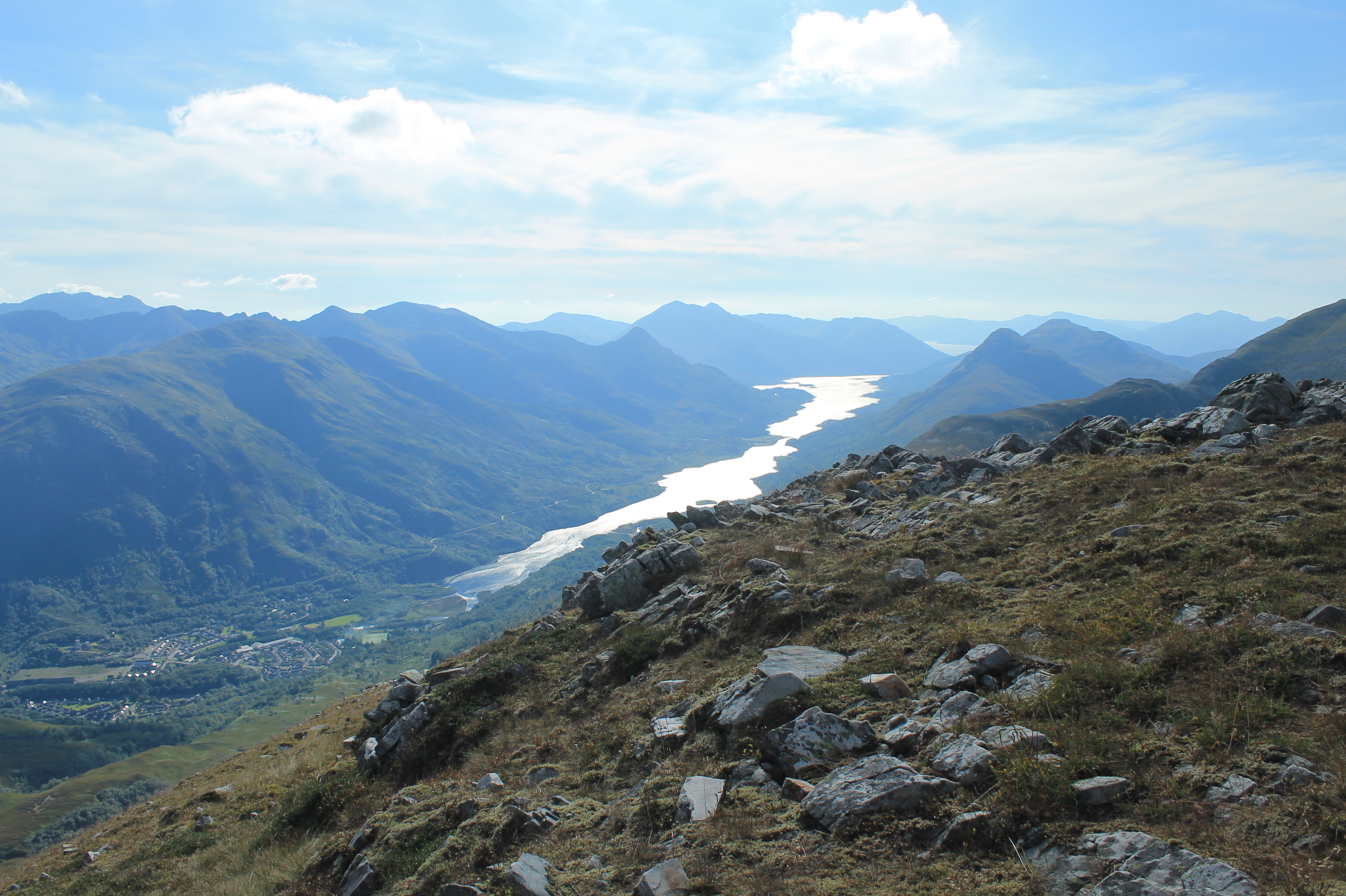
Blick vom Gipfel auf Kinlochleven und Loch Leven

Der Na Gruagaichean liegt im südöstlichen Teil der Mamores und im Verlauf des Hauptgrats der Bergkette. Er besitzt zwei markante Gipfelpyramiden, der Nordwestgipfel ist mit 1041 Metern etwas niedriger der Südostgipfel. Beide sind durch einen etwa 1000 Meter hohen kleinen Sattel getrennt, wie die meisten Gipfel der Mamores sind sie im Gipfelbereich steinig bis felsig und steil abfallend. Vom Südostgipfel verläuft der Hauptgrat wieder in Richtung Nordosten, über den schmalen und teils felsigen Grat besteht über einen etwa 960 Meter hohen Sattel und einen 1062 Meter hohen Zwischengipfel ein Übergang  zum benachbarten Binnein Mòr, dem höchsten Gipfel der Mamores. Vom Nordwestgipfel senkt sich der Hauptgrat bis auf einen auf 783 Meter Höhe liegenden Bealach ab, nach Nordwesten schließt sich der benachbarte 981 Meter hohe Munro Stob Coire a’ Chàirn an. Der Na Gruagaichean besitzt zudem einen knapp einen Kilometer langen Südgrat, der im 880 Meter hohen Leachd na h-Aire endet und mit seinen steilen Hängen über Kinlochleven aufragt. 

## Aufstieg
Viele Munro-Bagger kombinieren eine Besteigung des Na Gruagaichean mit der des benachbarten Binnein Mòr. Ausgangspunkt ist Kinlochleven, von dort führt der Weg zunächst über einen Public Footpath in Richtung Spean Bridge und Corrour Station. Oberhalb des Loch Eilde Mòr führt ein steiler Anstieg über den Südgrat des Sgor Eilde Beag auf diesen Vorgipfel des Binnein Mòr, von dort dann über einen namenlosen Vorgipfel, an dem der Hauptgrat erreicht wird. Von dort führt der Weg über den schmalen Hauptgrat nach Südwesten zum Gipfel des Na Gruagaichean. Weitere Zustiegsmöglichkeiten bestehen über den Hauptgrat aus Richtung Nordwesten sowie über die steilen Südwesthänge und weiter über den Südgrat.